# Phòng trưng bày

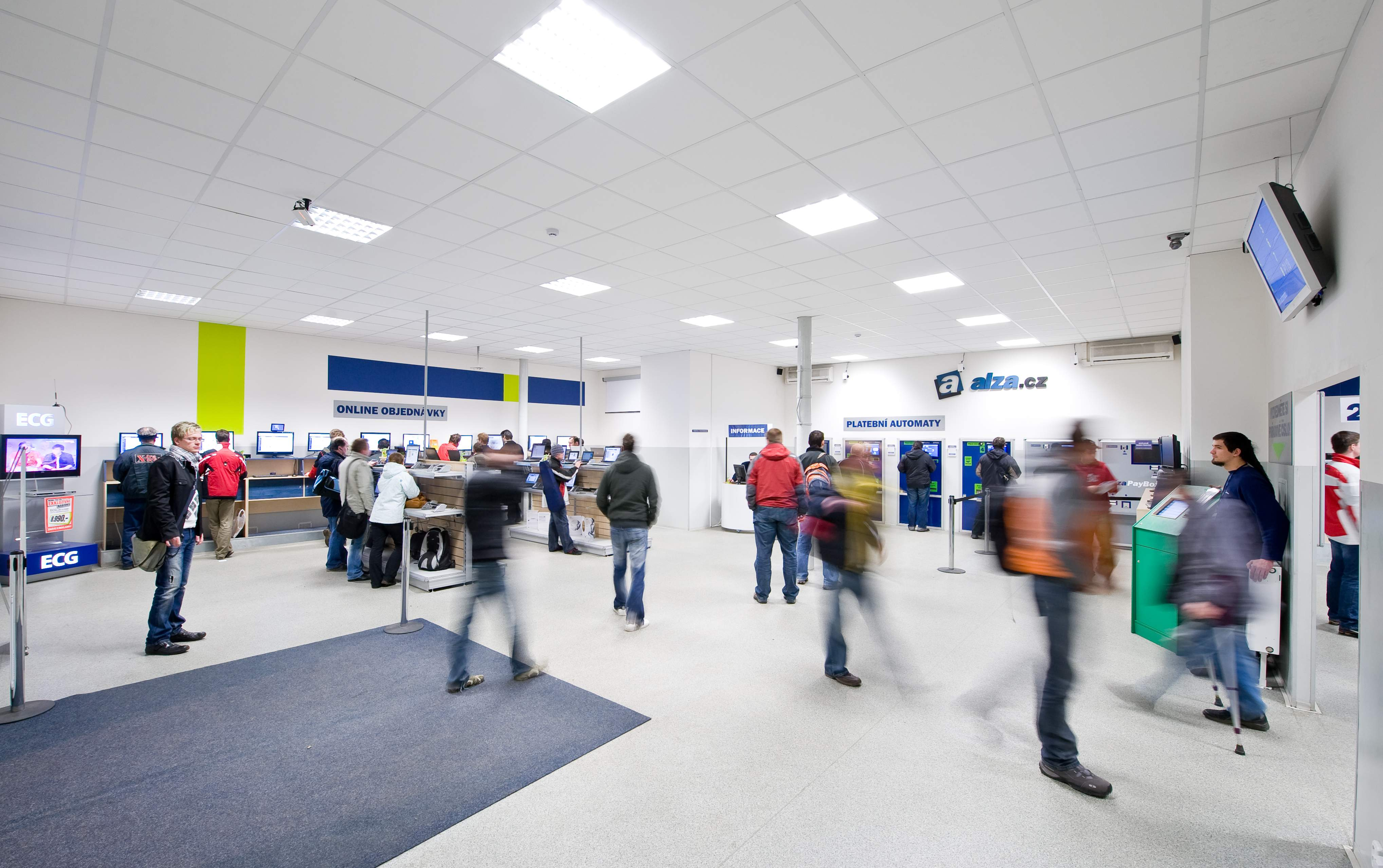
Một phòng trưng bày các sản phẩm công nghệ

Phòng trưng bày hay còn gọi là showroom là một không gian độc lập hoặc liên hoàn rộng lớn được sử dụng làm vị trí để giới thiệu, tiếp thị các sản phẩm để bán, chẳng hạn như ô tô, xe máy, đồ nội thất, đồ gia dụng, thảm hoặc quần áo... Nó cũng có thể là một vị trí giải trí bày ra những dịch vụ giải trí hoặc một chương trình tạp kỹ cụ thể. Tuy gọi là "phòng" nhưng nó cũng có thể là một tòa nhà độc lập hoặc là một phòng trong một tòa nhà khác như văn phòng, cao ốc, nhà chọc trời....

## Đặc điểm

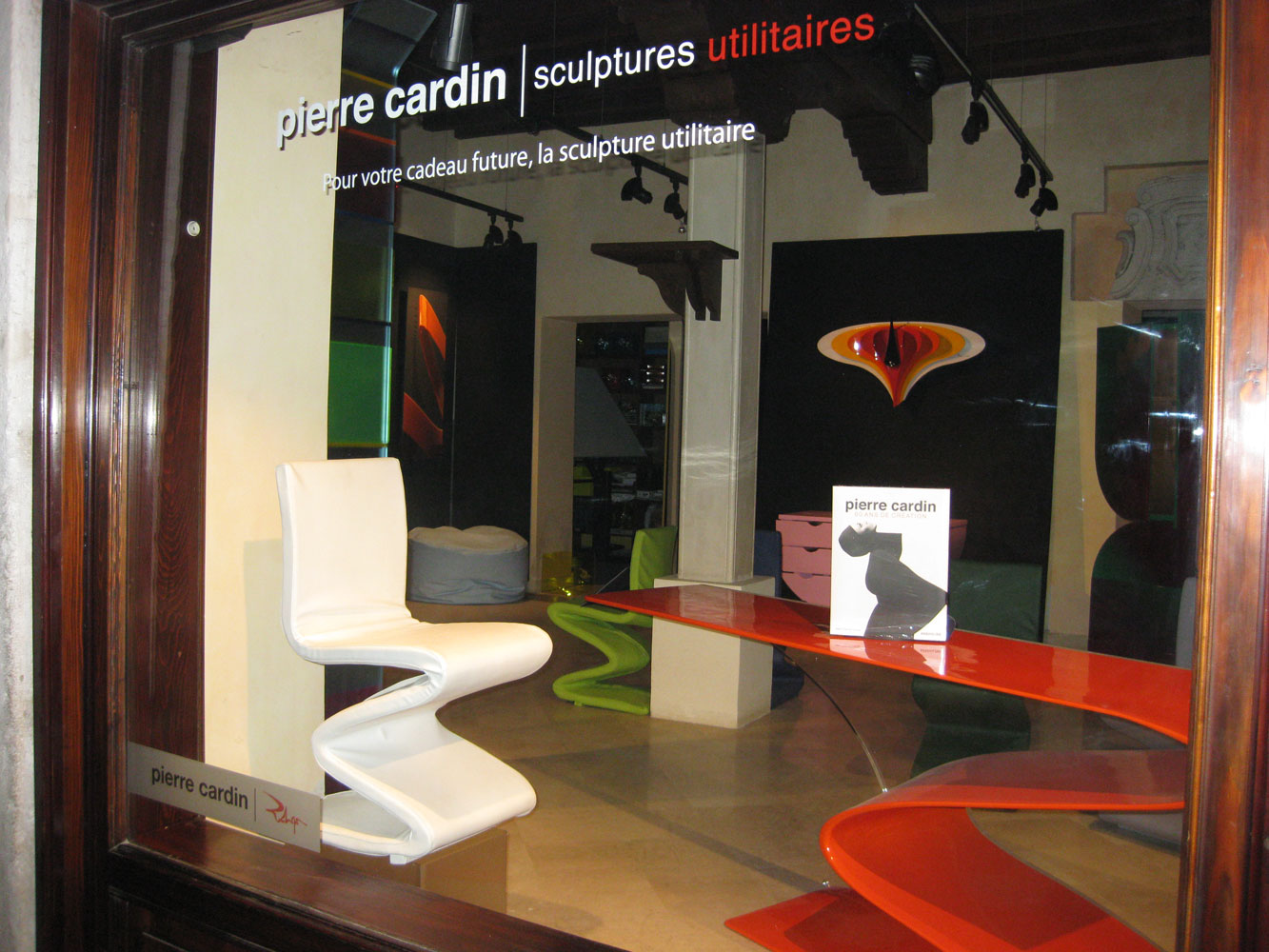
Một phòng trưng bày đồ nội thất

Các địa điểm nổi tiếng nhất thế giới cho phòng trưng bày trong lĩnh vực này như là Champs Elysees ở Paris hoặc Đại lộ số 5 ở New York. Phòng trưng bày cũng có thể là một cửa hàng bán lẻ của một công ty, trong đó sản phẩm được bán trong một không gian được tạo ra bởi thương hiệu hay công ty của họ. Một phòng trưng bày cũng có thể là một không gian cho những người mua bán buôn để bày hàng thời trang bán trong các cửa hàng bán lẻ của mình. Một trong những Showroom lớn nhất thế giới với diện tích lên đến 73,000 m² là Showroom BMW Munich hay gọi là BMW Welt.
Một số cửa hàng giới thiệu sản phẩm được sử dụng hàng ngày, trong khi những người khác chỉ được sử dụng khi biểu diễn một là đặt để tác nghiệp. Trong một số trường hợp, showroom cho thuê đối với một nghệ sĩ biểu diễn. Ở các thủ đô thời trang như các thành phố New York, Paris, Milan hay Luân Đôn, người ta có thể tìm thấy các phòng trưng bày tạm thời.
Những nơi này có thể được thuê trên cơ sở hàng ngày hoặc hàng tuần để tổ chức một phòng trưng bày trong một thời gian ngắn. Một số cửa hàng giới thiệu sản phẩm tạm thời được quản lý với sự giúp đỡ của cơ quan quản lý các sự kiện. Phòng trưng bày tạm thời cũng có thể là Cửa hàng Pop Up hoặc cửa hàng Pop Pop-up bán lẻ mà là doanh số bán hàng ngắn hạn.